# 远古入侵：新世界
《远古入侵：新世界》（英語：Primeval: New World）是一部由Judith和Garfield Reeves-Stevens创造的加拿大科幻电视剧，该剧于2012年10月29日起在Space播出，本剧和远古入侵关系并不大，可理解成是远古入侵的衍生剧。2013年2月21日其播放频道的母公司贝尔传媒宣布不会续订第二季。

## 劇中生物
劇中提及各類不同的生物，包括古代及虛構的生物。

- 亞伯托龍（Albertosaurus）
  - 來自白堊紀，真實存在。
- 雷蠍（Brontoscorpio）
  - 來自志留紀，真實存在。
- 邪靈龍（Daemonosaurus）
  - 來自三疊紀，真實存在。
- 巨脈蜻蜓（Meganeura）
  - 來自石炭紀，真實存在。
- 侏羅紀甲蟲（Jurassic Beetle）
  - 來自侏羅紀，可能為虛構物種。
- 雷塞獸（Lycaenops）
  - 來自二疊紀，真實存在。
- 嗜鳥龍（Ornitholestes）
  - 來自侏羅紀，真實存在。
- 腫頭龍（Pachycephalosaurus）
  - 來自白堊紀，真實存在。
- 無齒翼龍（Pteranodon）
  - 來自白堊紀，真實存在。
- 泰坦鳥（Titanis）
  - 來自上新世，真實存在。
- 泰坦蟒（Titanoboa）
  - 來自古新世，真實存在。
- 三角龍（Triceratops）
  - 來自白堊紀，真實存在。
- 猶他盜龍（Utahraptor）
  - 來自白堊紀，真實存在。